# Otto Friedrich von Tempsky
Otto Friedrich von Tempsky (* 19. November 1706; † 19. November 1773 in Schildberg bei Soldin) war ein preußischer Oberst, Kommandeur des Garnisonsregiments „Kowalski“ und Kommandeur eines Grenadierbataillons im Siebenjährigen Krieg.

## Leben

### Herkunft
Er war der dritte Sohn des Erbherrn auf Oberschreibersdorf bei Laubau Karl Joseph von Tempsky († 1739) und dessen erster Ehefrau Elisabeth Erdmuth, geborene von Tschirnhaus († 1714) aus dem Haus Häselich.

### Militärlaufbahn
Tempsky ging zunächst in kursächsische, dann in württembergische Dienste. Dort stieg er bis zum Hauptmann auf. Mit Beginn des Ersten Schlesischen Krieges ging er 1740 dann in preußische Dienste. Er kam als Kapitän in das Garnisonsregiment „von Thümen“. Während der Schlesischen Kriege nahm er an den Kämpfen am Rhein teil.
Während des Siebenjährigen Krieges kam Tempsky am 28. Dezember 1758 als Major in das Infanterieregiment „Jung-Braunschweig“. 1760 erhielt er dann das Kommando über das Grenadierbataillon „Görne“. Das Bataillon bestand aus den Grenadierkompanien der Regimenter „Jung-Braunschweig“ und „von Finck“. Bei Domstadel wurde Tempsky verwundet und gefangen genommen, aber darauf wieder ausgetauscht. Ferner kämpfte er bei Hohengiersdorf, Regenwalde, Spie, Altenburg und Pegau, 1758 befand er sich auch bei der Belagerung von Neisse.
Nach dem Krieg wurde er am 16. Juni 1765 zum Oberstleutnant und am 10. Juni 1770 zum Oberst befördert. Aufgrund seines Alters wurde Tempsky auch als Kommandeur in das Garnisonsregiments „Kowalski“ versetzt. Er starb am 19. November 1773 in Schildberg in der Neumark.

### Familie
Tempsky war zweimal verheiratet. Seine erste Frau war Helene Tugendreich von Rotenburg († 2. Oktober 1756) aus dem Haus Rotenburg. Das Paar hatte acht Söhne und eine Tochter, davon überlebten:
- August Wilhelm Friedrich (* 12. März 1750)
- Carl Otto Friedrich Leopold (* 9. März 1752; † nach 1837), Oberst

Am 20. Juni 1764 heiratete er Friederike Karoline Rolla du Rosey († 5. April 1793) aus dem Haus Schildberg. Mit ihr hatte er sechs Töchter und einen Sohn, darunter:
- Wilhelmine Fredrike Sophie Juliane (* 30. März 1766)
- Frederika Dorothea Caroline (* 31. Juli 1767) ⚭ Hans Gustav von Collin  (* 25. Februar 1757; † 13. November 1840)
- Caroline Ernestine Luise (* 7. Juli 1768)
- Henriette Eleonore Luise (* 15. März 1769)
- Elisabeth Albertine Marie Philippine (* 1. März 1770; † 7. März 1770)
- Otto Friedrich Wilhelm (* 22. Juli 1772; † 12. Januar 1774)
- Marie Albertine Emilie (* 4. Oktober 1773)